# Puja Frigyes
Puja Frigyes (Battonya, 1921. február 2. – Budapest, 2008. július 5.) politikus, külügyminiszter.

## Életrajza
1934-től a második világháború végéig betűszedőként dolgozott. 1945-ben, ill. az azt követő évben a Magyar Kommunista Párt (MKP) battonyai járási titkára, majd 1949-ig az MDP Csanád megyei Bizottságának titkára volt.
1950-ben az MDP KV káderosztályának alosztályvezetője, majd 1951 és 1953 között a Külügyminisztérium osztályvezetője volt. 1953. december 1. és 1955. április 13. között Magyarország stockholmi követe. 1954. február 15. és 1955. április 13. között Norvégiában és Dániában is akkreditálták. Ezután 1959. július 28-áig bécsi magyar nagykövet volt. E minőségében az 1956-os forradalom alatt Csehszlovákiába menekült, hogy „megvárja a magyarországi fejleményeket, mert nem hajlandó szolgálni Nagy Imre kormányát.”
1959. augusztus 14. és 1963. december 7. között külügyminiszter-helyettes, majd ezután öt évig az MSZMP KB külügyi osztályának vezetőjeként dolgozott. 1968. június 26. és 1973. december 14. között a külügyminiszter első helyettese, majd 1983. július 8-áig külügyminiszter. 1975-től a rendszerváltásig országgyűlési képviselő volt. 1983. november 9. és 1986. március 5. között helsinki magyar nagykövet. 1987 és 1993 között az SOS-Gyermekfalu Magyarországi Egyesületének elnökeként tevékenykedett. 1989 és 1992 között az újjászervezett MSZMP KB tagja volt.

## Könyvei
- A békés egymás mellett élés problémái; Kossuth, Bp., 1967
- A kínai helyzet; Kossuth, Bp., 1968 (MSZMP Központi Bizottsága Politikai Akadémiája)
- Egység és vita a nemzetközi kommunista mozgalomban; Kossuth, Bp., 1969
- Miért van szükség a Varsói Szerződésre?; Kossuth, Bp., 1970 (Napjaink kérdései)
- Mi az európai biztonság útja?; Kossuth, Bp., 1971 (Napjaink kérdései)
- Elvek és doktrínák; Ifjúsági Lapkiadó, Bp., 1972 (Nemzetközi kérdések)
- Szocialista külpolitika; Kossuth, Bp., 1973
- A felszabadult Battonya; Gondolat, Bp., 1979 (ISBN 9632808398)
- Magyar külpolitika; Kossuth, Bp., 1980
- Az enyhülési folyamat jellemzői és perspektívái. Az MSZMP Központi Bizottsága Politikai Akadémiája. Elhangzott 1980. január 2-án; Kossuth, Bp., 1980
- A magyar külpolitika és a nemzetközi helyzet néhány időszerű kérdése; Csongrád megyei Tanács V. B. Művelődési Osztálya–Csongrád megyei Továbbképzési és Módszertani Intézet, Szeged, 1982
- Lángoló évek. Regény; Gondolat, Bp., 1986 (ISBN 9632816331)
- A szedőszekrénytől a miniszteri székig; Népszava, Bp., 1988
- A Battonya-szindróma. Képviselőválasztásom története; Helytörténeti Egyesület, Battonya, 1999
- Puja Frigyes–Szabó Ferenc–Takács László: A battonyai nyomdászat 110 éve; utószó, mutatók Takács László, fotó Budisné Kopcsák Klára; Battonyai Hagyományőrző Egyesület, Battonya, 2001 (ISBN 963009410X)

## Külső hivatkozások
- A Duna TV tudósítása Puja haláláról életrajzzal
- A HVG cikke Puja Frigyesről

| Elődje: Péter János | Magyarország külügyminisztere 1973. december 14. – 1983. július 8. | Utódja: Várkonyi Péter |